# 992 (číslo)
Devět set devadesát dva je přirozené číslo. Římskými číslicemi se zapisuje CMXCII a řeckými číslicemi ϡϟβʹ. Následuje po čísle devět set devadesát jedna a předchází číslu devět set devadesát tři.

## Matematika
992 je:
- Abundantní číslo
- Složené číslo
- Nešťastné číslo

## Astronomie
- (992) Swasey je planetka hlavního pásu, kterou objevil v roce 1922 Otto Struve
- NGC 992 je spirální galaxie v souhvězdí Berana

## Ostatní
- +992 je mezinárodní telefonní předvolba Tádžikistánu

## Roky
- 992
- 992 př. n. l.